# James Ray (Sänger)

Plattenerfolg mit
If You Gotta Make a Fool of Somebody

James Ray (eigentlich James JAy Raymon; * 1941 in Washington, D.C., Vereinigte Staaten; † ~1964) war ein US-amerikanischer Rhythm-and-Blues-Sänger mit Plattenerfolgen in den 1960er Jahren.

## Musikalische Laufbahn
Der Afroamerikaner James Jay Raymon nahm seine erste Schallplatte 1959 bei Galliant Recording in New York als Little Jimmy Ray auf. Die beiden Titel You Need to Fall in Love und Make Her Mine blieben unbeachtet und er verschwand wieder aus der Öffentlichkeit. Später wurde bekannt, dass er 1961 als Obdachloser in Washington lebte und sich als Straßensänger seinen Lebensunterhalt verdiente. Der Songwriter Rudy Clark nahm sich seiner an und vermittelte ihm einen Schallplattenvertrag beim New Yorker Label Caprice. Dort erschien im Oktober 1961 unter dem Namen Jimmy Ray die erste Single, die auf der A-Seite den von Clark geschriebenen Titel If You Gotta Make a Fool of Somebody enthielt. Dieser (später von Freddie & the Dreamers gecoverte) R&B-Titel entwickelte sich schnell zu einem Verkaufserfolg, das US-Musikmagazin Billboard vergab ihm in den Hot 100 als Bestnote Rang 22 und platzierte ihn in den R&B-Charts auf Rang zehn. Daraufhin produzierte Caprice eine Langspielplatte mit dem Titel James Ray, auf der unter anderem der Titel Itty Bitty Pieces enthalten war. Dieser wurde im Frühjahr 1962 ausgekoppelt und auf einer weiteren Single veröffentlicht. Diese wurde erneut ein Verkaufserfolg und der Titel Itty Bitty Pieces landete bei den Hot 100 auf Platz 41. 1962 veröffentlichte Ray noch bei Dynamic Sound die Single I’ve Got My Mind Set on You, die ihm selbst zwar wenig Aufmerksamkeit eintrug, aber 25 Jahre später erfolgreich von George Harrison gecovert wurde. Von Dynamic Sound wechselte Ray zu Congress Records. Dort wurden zwischen 1963 und 1964 vier Singles produziert, die jedoch keinen Erfolg brachten. Über sein weiteres Schicksal wurde nichts bekannt. Nach verschiedenen Quellen starb Ray zwischen 1963 und 1964 an einer Überdosis Drogen.

## US-Charts bei Billboard
| Einstieg | Titel                                | Hot 100 | R&B |
| -------- | ------------------------------------ | ------- | --- |
| 11/1961  | If You Gotta Make a Fool of Somebody | 22.     | 10. |
| 04/1962  | Itty Bitty Pieces                    | 41.     |     |

## US-Diskografie

### Vinyl-Singles
| A/B-Seite                                               | Katalog-Nr.   | veröffentl. |
| ------------------------------------------------------- | ------------- | ----------- |
|                                                         | Galliant      |             |
| You Need to Fall in Love / Make Her Mine                | 1001          | 1959        |
|                                                         | Caprice       |             |
| If You Gotta Make a Fool 0f Somebody / It’s Been a Drag | 110           | 10/1961     |
| Itty Bitty Pieces / You Remember the Face               | 114           | 03/1962     |
| A Miracle / Things Are Gonna Be Different               | 117           | 07/1962     |
|                                                         | Dynamic Sound |             |
| Always / I’ve Got My Mind Set on You                    | 503           | 1962        |
|                                                         | Congress      |             |
| Marie / The Old Man and the Mule                        | 109           | 02/1963     |
| Do the Monkey / Put Me in Your Diary                    | 201           | 09/1963     |
| One By One / The Masquerade Is Over                     | 203           | 11/1963     |
| We Got a Thing Goin’ On / On That Day                   | 218           | 1964        |

### Langspielplatte
| James Ray Caprice 1002, 1962 |
| Tracks: A: 1 One by One, 2 Marie, 3 Come Rain or Come Shine, 4 The Old Man and the Mule, 5 Lazy Bones, 6 (I’m Not) Guilty, 7 On That Day, 8 If You Gotta Make a Fool of Somebody / B: 1 Itty Bitty Pieces, 2 It’s Been a Drag, 3 St. James Infirmary, 4 Put Me in Your Diary, 5 You Remember the Face, 6 Things Are Gonna Be Different, 7 We Got a Thing Going On, 8 I’m Gonna Keep on Trying |